# DiC Entertainment

DiC-Logo

DiC Entertainment war ein Filmstudio, das 1971 von Jean Chalopin in Luxemburg als eine Unterabteilung von Radiotélévision Luxembourg (RTL) gegründet wurde. Der Name DiC steht für Diffusion, Information et Communication.
Die Firma besaß ebenfalls ein Hauptquartier in den Vereinigten Staaten, welches 1982 gegründet wurde, und von Andy Heyward und Robby London geführt wurde. Das Hauptquartier befand sich in Burbank, Kalifornien.
DiC war ein unabhängiges Unternehmen. In der Vergangenheit wurde es aber auch von der Walt Disney Company, Capitol Cities/ABC und Bain Capital besessen.
DiC wurde 2008 von der kanadischen Firma Cookie Jar Group aufgekauft und arbeitet nun unter dem Namen Cookie Jar Entertainment weiter.
Zu den bekanntesten Produktionen von DiC Entertainment gehörten Inspector Gadget, Sonic the Hedgehog und Hammerman, sowie die britische Lokalisierung von Sailor Moon.